# 50音BOX
50音BOXは、COWCOW多田の持ちネタ。50音が一つずつ書かれているボールが箱に入っていて、その中から引いたボールに書かれている50音から始まる一発ギャグを披露する。COWCOWがコンビとしてこのネタを披露する場合は、相方の善しがボールを引く。
多田は、このネタを2012年の『R-1ぐらんぷり』で披露し、優勝を果たした。
このネタと似たものに、「お題BOX」と呼ばれる持ちネタもある。

## 50音に対応するネタ
ボールに書かれている50音に対応するネタは以下の通り。なお、ネタとして存在しない50音もある。
- あ　亜麻色の長い髪を邪魔やから引きちぎる（亜麻色の髪の乙女）
- い　いい国作ろう　勝手にどうぞ
- う　う〜ら〜が〜わ〜
- お　男前じゃんけん　じゃんけんグー　じゃんけんチョキ　じゃんけんパー
- か　かっぱかっぱかっぱがいたけど　かっぱ無視（かっぱ寿司）
- き　気を付けてください こうするとこうなる危険性を高めます（淋しい熱帯魚のダンスの動き）
- こ　こんにゃく畑でかさぶたとれた（マンナンライフ）
- せ　せきず〜い　はずす〜（積水ハウス）
- そ　そらーときみとの間に割って入る（空と君のあいだに）
- た　タンスに　ゴン！
- て　てーのーひーらー（かめはめ波）
- と　飛んでけ　わきの臭い
- な　なーな ななな ななな ななめ
- に　ニートニートニート　ニートニートニート　ニート生活（ロート製薬テーマソング）
- ぬ　ぬー！
- ね　子丑寅with me！
- ふ　フレーフレーコーラ　フレフレコーラ　フレフレコーラ　わ〜！
- へ　へーい　へいへい　笑瓶！（眼鏡をかけて、笑福亭笑瓶の顔マネ）
- ま　負けないこと　投げ出さないこと　逃げ出さないこと　野々村真（それが大事）
- み　ミキプルーン食べて　けつプルーン（ミキプルーン）
- む　夢中でがんばる君へ　エールボー（elbow、肘を指さしながら）
- も　もっと自信を持て　これができたら　これもできる
- ゆ　ゆーけど！
- り　りんりんりりん りんりんりりりん りんりんりリン オブ　ジョイトイ！（恋のダイヤル6700）
- れ　冷静と情熱の間に割って入る